# Wang Fei
Wang Fei, anche nota Faye Wong (王菲S, Wáng FēiP; Pechino, 8 agosto 1969) è una cantante e attrice cinese. All’inizio della sua carriera ha brevemente utilizzato il nome d’arte Shirley Wong (王靖雯). Nata a Pechino, si è trasferita a Hong Kong britannica all’età di 18 anni. Ha debuttato nel 1989 con l’album in cantonese Shirley Wong e ha attirato l’attenzione del pubblico grazie alla fusione tra musica alternativa e pop cinese mainstream.
Considerata una delle maggiori popstar nel mondo sinofono, Wong ha ottenuto un seguito anche in Giappone e nel Sud-est asiatico. In Occidente è forse più conosciuta per i suoi ruoli nei film di Wong Kar-wai, Hong Kong Express (1994) e 2046 (2004). Dopo il suo secondo matrimonio, avvenuto nel 2005, si è ritirata dalle scene, pur tornando sporadicamente a esibirsi dal vivo.
Spesso definita una “diva” o “regina celeste” (天后) nella cultura popolare cinese, Wong è celebre per la sua personalità “fredda” e riservata. Nel volume Encyclopedia of Contemporary Chinese Culture, Jeroen de Kloet la descrive come “cantante, attrice, madre, celebrità, regina, sex symbol e diva allo stesso tempo”.
Nel 2000 è stata riconosciuta dal Guinness dei primati come artista femminile di Cantopop più venduta, con circa 9,7 milioni di dischi venduti entro marzo dello stesso anno. Nel 2009 è stata votata come la seconda celebrità cinese più influente degli ultimi 60 anni in un sondaggio promosso dall’Ufficio informazioni del Consiglio di Stato cinese, ricevendo sette milioni di voti, seconda solo a Teresa Teng.

## Biografia
Nata a Pechino, a 18 anni traslocò con la famiglia ad Hong Kong, dove iniziò la carriera musicale sotto il nome d'arte di Shirley Wong. Nel 1991 si recò a New York dove studiò canto, tornata a Hong Kong nello stesso anno pubblicò disco Coming Home album di svolta dal tradizionale pop cinese. Da allora l'originalità dei suoi dischi, la sperimentazione, gli influssi occidentali, dai Cocteau Twins a Björk l'hanno resa celebre in Cina e all'estero. I dischi pubblicati dal 1994 in poi recano il nome di "Wang Fei" (王菲) mentre le edizioni cinesi mantengono quello di Wang Fei (王菲).
Nel 1996 uscì il suo disco più coraggioso fino ad allora: Restless, per lo più di sue composizioni. Nel repertorio di Wang Fei vi sono canzoni in cinese scritte da artisti occidentali quali Tori Amos, The Cranberries, e The Sundays. Mentre prima del 1996 la maggior parte delle sue canzoni erano incise in cantonese, da allora la maggior parte sono incise in cinese mandarino, anche se non mancano versioni bilingui della stessa canzone.
In occidente è nota per lo più per il brano Eyes on Me presente nel videogioco Final Fantasy VIII. Molto famosa anche la sua interpretazione nella pubblicità per la Pepsi Cola nel 2000. Nel 1994 recita in Hong Kong Express di Wong Kar-wai. L'interpretazione la lancia nel mondo del cinema cinese diventando una delle più promettenti attrici, inoltre vince il premio come Miglior attrice al Stockholm Film Festival. Dopo diversi film e apparizioni recita in Chinese Odyssey 2002 che le fa ottenere l'Hong Kong Film Society Award come Miglior attrice. Il film successivo è 2046, dove la Wang torna ad esser diretta da Kar-Wai dopo dieci anni.
Wang ha due figlie: Leah Dou, nata il 3 gennaio 1997 dal primo marito, il musicista rock Dou Wei; e Li Yan, nata il 27 maggio 2006 dal secondo marito, l’attore Li Yapeng. Wong ha avuto una relazione altalenante con Nicholas Tse dall’inizio del 2000 fino alla fine del 2003. Nel 2014, i due hanno riacceso la loro relazione.

## Discografia
- 1989: Shirley Wong (王靖雯)
- 1990: Everything
- 1990: You're the Only One
- 1992: Coming Home
- 1993: No Regrets (執迷不悔)
- 1993: 100.000 Whys (十萬個為什麼)
- 1994: Mystery (迷)
- 1994: Random Thoughts (胡思亂想)
- 1994: Sky (天空)
- 1994: Per compiacere sé stessi (討好自己)
- 1995: Il suono non decadente di Faye (菲靡靡之音)
- 1995: Di-Dar
- 1996: Fuzao (浮躁)
- 1997: Faye Wong (王菲)
- 1998: Scenic Tour (唱遊)
- 1999: Only Love Strangers (只愛陌生人)
- 2000: Fable (寓言)
- 2001: Faye Wong (王菲)
- 2003: To Love (將愛)
- 2015: Be Perfunctory (敷衍)

## Filmografia

### Film
- Beyond's Diary (1991)
- A sangue freddo - Beyond Hypothermia (Beyond Hypothermia) (1996), diretto da Patrick Leung
- Hong Kong Express (Chungking Express) (1995), diretto da Wong Kar-wai
- Toshinden Subaru, the New Generation (2000)
- Okinawa Rendez-vous (2000)
- Chinese Odyssey 2002 (2002)
- 2046 (2004), diretto da Wong Kar-wai

### Serie TV
- Bie Ji 別姬 (TVB, 1991)
- The Files of Justice II (壹號皇庭II) (TVB, 1992)
- Legendary Ranger 原振俠 (TVB, 1993)
- Eternity 千歲情人 (TVB, 1993)
- Modern Love Story IV: Three Equals One Love 愛情戀曲IV: 愛情3加1 (TVB, 1994)
- Usokoi ウソコイ (2001)